# 烹飪書
烹飪書是集合多個食譜而成的書籍。現時的烹飪書不少會包含精美的彩色插圖、以及食材購買推介、或代替品。烹飪書亦會包括不同類型的題材，例如住家烹飪技巧、由前大廚親自講解食譜、個人廚房教學及文化介紹等。